# باب دياكاتي
باب دياكاتي (بالفرنسية: Pape Diakhaté)‏ (مواليد 21 يونيو 1984 في داكار - السنغال) لاعب كرة قدم سنغالي يلعب حاليا لصالح نادي الدرجة الأولى سانت إتيان الفرنسي منذ 2010 في مركز قلب الدفاع .

## روابط خارجية
- باب دياكاتي على موقع الاتحاد الدولي (مؤرشف)  (الإنجليزية)
- باب دياكاتي على موقع اتحاد تركيا (لاعب) (الإنجليزية)
- باب دياكاتي على موقع اتحاد أوكرانيا (الإنجليزية)
- باب دياكاتي على موقع رابطة كرة القدم الفرنسية للمحترفين (الإنجليزية)
- باب دياكاتي على موقع قاعدة بيانات كرة القدم.إي يو (الإنجليزية)
- باب دياكاتي على موقع ليكيب (الفرنسية)
- باب دياكاتي على موقع ناشيونال فوتبول تيمز (الإنجليزية)
- باب دياكاتي على موقع Soccerway.com (الإنجليزية)
- باب دياكاتي على موقع عالم كرة القدم.نت (الإنجليزية)
- باب دياكاتي على موقع AS.com (الإسبانية)